# Satelitní konstelace

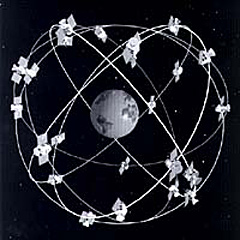
Globální polohový systém vyžaduje pro svoji funkci konstelaci minimálně 24 satelitů v 6 oběžných rovinách

Satelitní konstelace je skupina umělých družic, jež pracují jako jeden celek. Jsou synchronizovaně rozmístěny, často na různých drahách, takovým způsobem, aby bylo dosaženo žádaného pokrytí povrchu tělesa jejich signálem. Ten je následně využíván typicky za účelem zabezpečení navigačních či hlasových a datových komunikačních služeb.
Satelity na nízké oběžné dráze Země jsou často nasazovány v konstelacích, neboť vzhledem k relativně malé výšce nad povrchem dokáže každý z nich obsloužit jen malou část povrchu. Navíc, aby se udržely na své orbitě, musí tyto satelity letět vysokou rychlostí vzhledem k povrchu, což vede k rychlému posunu obsluhované oblasti. Oproti tomu satelity na geostacionární dráze zůstávají trvale nad jednou rozsáhlou oblastí.
Mezi satelitní konstelace patří například navigační systémy GPS, GLONASS, Galileo, a dále komunikační sítě jako Iridium NEXT, Orbcomm, Globalstar, Goněc, Starlink nebo plánovaná IRIS².